# Брунненкирхе (Изерлон)
Брунненкирхе (нем. Brunnenkirche) — евангелическая церковь в районе Лёссель (нем. Lössel) города Изерлон; название, дословно переводящееся как «церковь у колодца», храм получил как из-за соседства с бывшим деревенским колодцем, так и в честь «колодца, источника» в библейском смысле слова. В современном здании могут разместиться около 140 человек.

## История
Церковь Брунненкирхе была построенная в районе Лёссель в 1981 году и освящена 4 июля 1982 года, став таким образом самой молодой протестантской церковью в городе Изерлон. Предпосылкой к строительству стал быстрый рост населения района как в 1960-х, так и в 1970-х годах: верующие уже не могли вместиться в общинный центр, в качестве которого использовалось помещение бывшего завода Изинг на улице Брунненвег. В результате, в 1979 году, была основана ассоциация «evangelische Kirchbau- und Förderverein Lössel e.V.», а архитектор Шмидт из города Хаген разработал проект новой церкви — как расширение уже имевшегося помещения общинного центра. Архитектурной особенностью проекта стало то, что в помещении полностью отсутствовали прямые углы. При этом три четверти строительных работ взяли на себя сами жители района.
Алтарное окно Брунненкирхе украшено витражом, созданным местным художником по стеклу Гюнтером Томчаком (нем. Günther Tomczak): синие, белые и красные цвета данного произведения символизируют Троицу. Семь других окон содержат изображения символизирующие свет, хлеб, путь, дверь, виноград, пастыря и Воскрешение; алтарный крест церкви был изготовлен из балок разрушенного фахверкового дома, стоявшего в районе Лёссель. В 1983 году в здании был установлен орган. В 2009 году на собранные пожертвования церковь смогла приобрести небольшой стальной колокол, названный в честь Панкратия Римского — при этом сам колокол, будучи отлит в XIII—XV веке, является самым старым в городе.